# Sint-Hubertuskerk (Bettel)

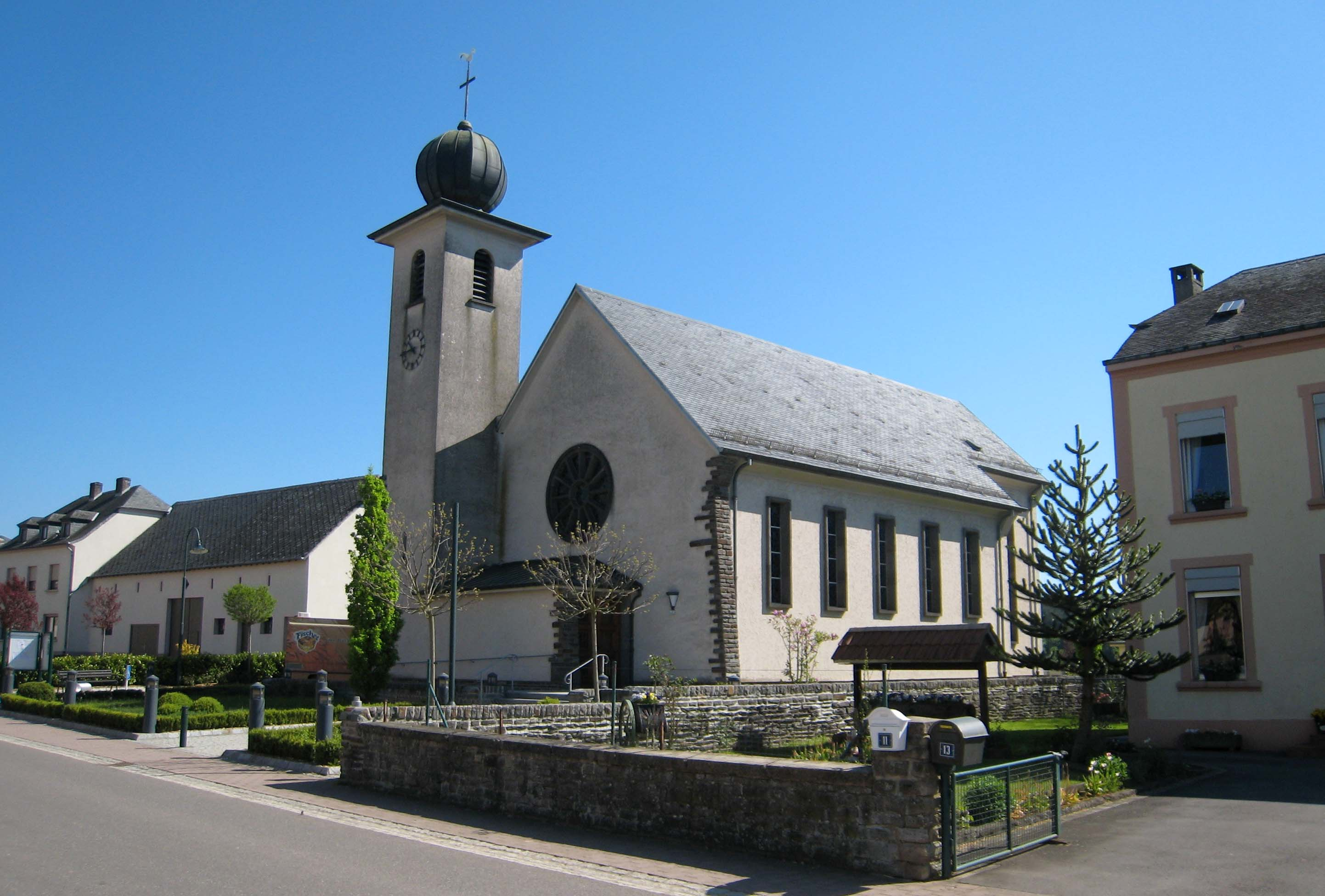
Sint-Hubertuskerk

De Sint-Hubertuskerk is de parochiekerk van tot de Luxemburgse gemeente Tandel behorende plaats Bettel.
Het is een filiaalkerk van de parochie van Fouhren. Deze zaalkerk onder zadeldak heeft een naastgebouwde toren, welke een bolvormige spits bezit. Het is een gematigd modernistische kerk met glas-in-loodramen van Wilhelm de Graaff, uit 1958. Deze verbeelden de schepping, in abstracte vormentaal.
In 2017 werd de kerk geklasseerd als monument.